# Швайгер, Соломон
Соломон Швайгер (нем. Salomon Schweigger) (30 марта 1551, Хайгерлох — 21 июня 1622, Нюрнберг) — немецкий протестантский священник, путешественник, востоковед.

## Биография
Родился в семье нотариуса.

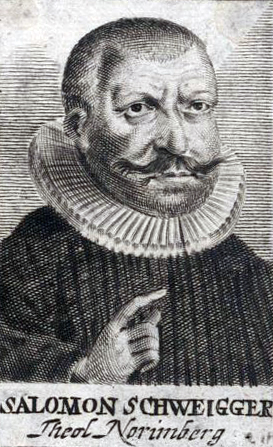
Соломон Швайгер

Учился в монастырских школах, в 1573—1576 годах — в университете Тюбингена.
В 1576 году бросил учёбу и отправился с австрийским посольством из Вены в Константинополь, где провёл несколько лет.
В 1581 году путешествовал по Египту, Палестине и Сирии, посетив Иерусалим и Дамаск, откуда через Крит и Венецию вернулся на родину. Составил подробное описание своего путешествия под названием «Newe Reyßbeschreibung auß Teutschland nach Constantinopel», изданное в 1608 году в Нюрнберге и переизданное в 1639 году.
По возвращении в 1581—1589 годах служил пастором в Грётцингене, в 1589—1605 годах — в Вильхермсдорфе, в 1605—1622 — в Нюрнберге.

## Перевод Корана
Стал автором первого перевода Корана на немецкий язык: будучи в Константинополе, познакомился с итальянским переводом Корана Андреа Арривабене, который Швайгер перевёл и по возвращении в Германию издал в 1616 году в Нюрнберге под названием «Der Türken Alcoran, Religion und Aberglauben» (2-е издание — в 1623 году, последующие издания без указания авторства — в 1659 и 1664 годах).
На основе перевода Швайгера был выполнен голландский перевод, изданный в 1641 году в Гамбурге.

## Труды
- Ein newe Reis Beschreibung aus Teutschland nach Constantinopel und Jerusalem.
- Al-Koranum Mahumedanum: Das ist, der Türcken Religion, Gesetz, und Gottslästerliche Lehr: Mit einer schrifftmässigen Widerlegung der Jüdischen Fabeln, Mahumedischen Träumen; närrischen und verführischen Menschentands: Dabey zum Eingang deß Mahumeds Ankunft, erdichte Lehr, und Ausbreitung derselben: Darnach die Gesetz und Ceremonien deß Alkorans, samt dem erdichteten Paradeiß, endlich ein Anhang, von der jetzigen Christen in Griechenland Leben, Religion und Wandel, benebenst einem nothwendigen Register, zufinden. Von Salomon Schweigger, Endter, Ausgabe von 1659.